# 王鼎鈞
王鼎鈞（1925年4月4日—），山東省臨沂縣蘭陵镇（今屬臨沂市蘭陵縣）人，臺灣當代散文作家，曾用筆名方以直。創作以散文為主，其它還有詩、小說、劇本及評論。現旅居美國紐約州紐約市，專事寫作。

## 簡歷
王鼎鈞出身山東蘭陵王氏望族，為蘭陵美酒公司創辦人王翔和之孫。其弟為台灣著名之西洋近代史權威王曾才。對日抗戰期間，離開山東老家，追隨國民政府抵達大後方安徽阜陽，投入李仙洲將軍所創辦之「成城中學第二分校初中部」（後改「國立第二十二中學第二分校」）。14歲初中學畢業後投筆從戎，1949年隨中華民國政府退守來臺，考入張道藩所創辦的小說創作組，受教於王夢鷗、趙友培、李辰冬，打下寫作的基礎。
王鼎鈞曾於中國文化學院、國立藝術專科學校、世界新聞專科學校等大專院校講授新聞報導寫作及廣播電視節目寫作，先後任職中國廣播公司編審組組長、中國廣播公司節目製作組組長、中國電視公司編審組組長、正中書局編審、幼獅文化事業公司、《中國時報》，並曾擔任《掃蕩報》、《公論報》、《徵信新聞報》（今《中國時報》）的副刊主編與《中國語文月刊》主編。王鼎鈞1950年代進入中國廣播公司之後，因遭懷疑是匪諜，長期被相關單位注意。王鼎鈞於1978年離開台灣，前往美國紐澤西州，任職於西東大學雙語教程中心，編寫雙語教學所用的中文教材。
王鼎鈞曾獲中華文藝獎金委員會「國父誕辰紀念獎金」、行政院新聞局金鼎獎、中國文藝協會中國文藝獎章文藝評論獎、中山學術文化基金會中山文藝創作獎、《中國時報》時報文學獎散文推薦獎，與《聯合報》、《中國時報》輪流主辦的「吳魯芹散文獎」。1999年，王鼎鈞《開放的人生》入選台灣文學經典三十。2001年，王鼎鈞獲得北美華文作家協會「傑出華人會員」獎牌。2010年5月15日，明道大學舉行「王鼎鈞學術研討會」，主題為「王鼎鈞的人與文」，與會者有席慕蓉、隱地、張瑞芬、應鳳凰、張曼娟、陳義芝、廖玉蕙、李瑞騰等人。2014年，王鼎鈞獲得第十八屆國家文藝獎。其散文卓然成家，被譽為「一代中國人的眼睛」。  
王鼎鈞是基督徒，但對佛學有興趣且有深厚研究，他說：「我是拿著基督教的護照，到佛教辦了個觀光簽証。」王鼎鈞認為佛學對寫作很有幫助，他說：「作家一旦發現有甚麼方法讓他寫得更好，就像商人發現賺錢的財路，軍人發現致勝的武器，一定不肯錯過，佛法對文學創作有幫助。」王鼎鈞欣賞聖嚴法師，他說：「別人寫文章弘法，我看不懂；只有聖嚴法師，我看得懂。」

## 軼事
王鼎鈞在抗日戰爭期間到大後方入學，在「成城中學二分校」辦理入學的時候，因幼年沒過生日而遺忘了出生日期，又沒帶各種証件，被該校教務處管理註冊的一位書記以四月四日訂為他的官方生日，該書記還勉勵他，四月四日是「成城中學校慶」，也是「兒童節」，也代表「男兒志在四方」，是個很好的日子，後來那位書記調動到西安任職。

## 作品
回憶錄
- 《昨天的雲》（少年時代，王鼎鈞回憶錄四部曲之一）作者自印 1992年，爾雅出版社 2005年，印刻出版社 2018年
- 《怒目少年》（流亡學生時代，王鼎鈞回憶錄四部曲之二）作者自印 1995年，爾雅出版社 2005年，印刻出版社 2018年
- 《關山奪路》（國共內戰，王鼎鈞回憶錄四部曲之三）爾雅出版社 2005年，印刻出版社 2018年
- 《文學江湖》（在台灣三十年來的人性鍛鍊，王鼎鈞回憶錄四部曲之四）爾雅出版社 2009年，印刻出版社 2018年
- 《度有涯日記》（王鼎钧回忆录四部曲域外篇） 爾雅出版社 2012年

散文
- 《人生觀察》文星書店 1965年，大林出版社 1970年；1989年《人生觀察》、《長短調》兩書精華集為一冊，仍以《人生觀察》為名，水牛出版社
- 《長短調》文星書店 1965年，大林出版社 1969年
- 《世事與棋》驚聲文物供應社 1969年
- 《情人眼》（又名《情話》）大林出版社 1970年，作者自印 1990年
- 《王鼎鈞自選集》黎明文化事業公司 1975年
- 《開放的人生》（人生三書之一）爾雅出版社 1975年
- 《人生試金石》（人生三書之二）作者自印 1975年，爾雅出版社 2002年
- 《我們現代人》（人生三書之三）作者自印 1975年，爾雅出版社 2003年
- 《碎琉璃》九歌出版社 1978年，作者自印 1982年，爾雅出版社 2003年
- 《海水天涯中國人》爾雅出版社 1982年
- 《山裏山外》（《碎琉璃》的姊妹作）洪範書店 1982年，作者自印 1992年，爾雅出版社 2003年
- 《別是一番滋味》皇冠文化 1984年
- 《看不透的城市》爾雅出版社 1984年
- 《意識流》作者自印 1985年，爾雅出版社 2003年
- 《左心房漩渦》爾雅出版社 1988年
- 《心靈分享》爾雅出版社 1998年；原書經刪減、增文後更名為《心靈與宗教信仰》
- 《隨緣破密》爾雅出版社 1997年；原書2008年更名為《黑暗聖經》，爾雅出版社
- 《有詩》爾雅出版社 1999年
- 《千手捕蝶》爾雅出版社 1999年
- 《活到老，真好》爾雅出版社 1999年
- 《滄海幾顆珠》爾雅出版社 2000年
- 《風雨陰晴》爾雅出版社 2000年
- 《葡萄熟了》大地出版社 2006年
- 《桃花流水沓然去》爾雅出版社 2012年
- 《小而美散文》爾雅出版社 2017年

小說
- 《單身漢的體溫》（又名《白如玉》）大林出版社 1970年；原書1988年更名為《單身溫度》，爾雅出版社

論著
- 《文路》益智書局 1963年
- 《小說技巧舉隅》光啟文教視聽節目服務社 1963年
- 《廣播寫作》中國廣播公司空中雜誌社 1964年
- 《講理》自由青年雜誌社 1964年，大地出版社 1974年
- 《文藝批評》廣林書局 1969年
- 《短篇小說透視》大江出版社 1969年
- 《文藝與傳播》三民書局 1974年
- 《靈感》（作文四書之一）作者自印 1978年，爾雅出版社 1989年
- 《文學種籽》（作文四書之二）明道文藝雜誌社 1982年，爾雅出版社 2003年
- 《作文七巧》（作文四書之三）作者自印 1984年，爾雅出版社 2003年
- 《作文十九問：作文七巧補述》（作文四書之四）作者自印 1986年，爾雅出版社 2004年
- 《兩岸書聲》爾雅出版社 1990年
- 《古文觀止化讀》爾雅出版社 2013年

訪談集
- 《東鳴西應記》爾雅出版社 2013年

## 相關訪談/新聞
- 「匪諜 是怎樣做成的」文◎王鼎鈞 圖◎黃子欽 自由時報 2006-04-12 （页面存档备份，存于）

- 「到紐約，走訪捕蝶人」廖玉蕙記錄 世界華文文學資料庫 2001/09/14 （页面存档备份，存于）
- 王鼎鈞談關山奪路[永久]
- 「《文學江湖》壓陣 王鼎鈞回憶錄4部曲完工」 記者林欣誼 中國時報 2009/03/15
- 「王鼎鈞 白色恐怖淬鍊出開放人生」 記者傅依傑 聯合報 2009/05/17 （页面存档备份，存于）
- 「走盡天涯 歌盡桃花 - 王鼎鈞訪問記」 姚嘉為 2009/05/27 （页面存档备份，存于）
- 「點燈」節目影音-王鼎鈞的故事 2010年 （页面存档备份，存于）

## 相關資料
- 王鼎鈞粉絲團 (此處蒐集"王鼎鈞"未出版的文章&名家評介)
- 國家圖書館-當代文學史料系統[永久]
- 爾雅典藏館[永久]
- 九歌文學網 （页面存档备份，存于）
- 主要著作篇目查詢系統--「台灣作家作品資料庫」 （页面存档备份，存于）（國立暨南國際大學圖書館建置）
- 《王鼎鈞論》蔡倩如 爾雅出版社 2002年
- 《風雨陰晴王鼎鈞》(一位散文家的評傳) 亮軒 爾雅出版社 2003年
- 《妙手文心》(王鼎鈞散文的藝術風格) 方方 爾雅出版社 2009年
- 《走盡天涯‧歌盡桃花》(王鼎鈞的散文藝術) 黃淑靜 爾雅出版社 2009年